# Artsimovich (cráter)

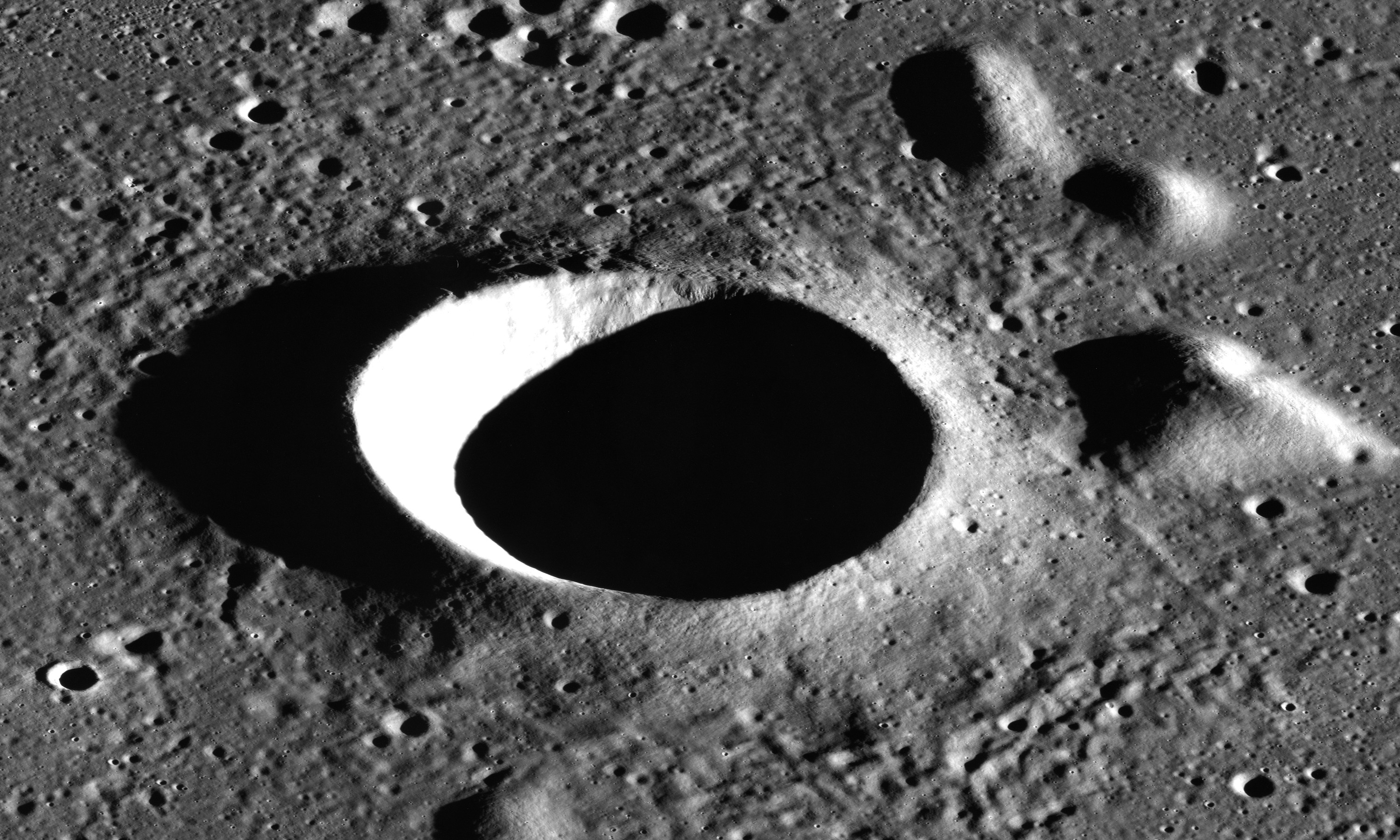
Vista oblicua desde el Apolo 17

Artsimovich es un pequeño cráter de impacto lunar situado en el Mare Imbrium occidental de la Luna. Este es un cráter circular con una depresión en forma de copa en la superficie del mar lunar. Al este se encuentra el cráter Diophantus y al noreste se encuentra Delisle. A menos de 20 kilómetros al norte-noreste está el pequeño cráter Fedorov.
Artsimovich fue identificado como Diophantus A antes de ser renombrado por la IAU.
|  |  |